# Sigisberto IV
Sigisberto IV (676 – 758) presunto figlio di Dagoberto II (652-679), secondo fonti non provate fu un re franco merovingio.

## I re fannulloni
I Franchi, popolo barbaro proveniente dall'originaria sede dell'Europa centro-settentrionale, vissero nel V secolo in Francia governati dal re Meroveo, leggendario fondatore della dinastia merovingia  a cui succedettero Childerico I e Clodoveo I (481-511) che si convertirono al cattolicesimo.
Il potere dei re franchi era di natura eminentemente religiosa mentre il governo del popolo era affidato ai maestri di palazzo (i maggiordomi). 
Da qui il titolo di re fannulloni a questi sovrani, re sacerdoti, noti per le loro virtù risanatrici e per l'abitudine di portare i capelli lunghi (Lungochiomati), dove risiedeva la loro forza guerriera come era nella tradizione biblica.
Era inevitabile che i maggiordomi si sostituissero anche formalmente all'autorità regia come avvenne con Grimoaldo, un maggiordomo che riuscì a esiliare in Britannia verso il 650 Dagoberto II.

## L'ultimo merovingio
Tornato in Francia nel 671, Dagoberto sposò, sembra nel castello di Rennes-le-Château, Giselle de Razès, una principessa di origine visigotica.
Per organizzare la guerra contro i maggiordomi usurpatori Dagoberto accumulò enormi ricchezze che rimasero inutilizzate per l'uccisione dello stesso sovrano avvenuta nel 679 per mano di un maggiordomo Pipino di Herstal a Stenay, nelle Ardenne dove fu sepolto in una tomba, andata successivamente distrutta, il re trucidato.
Con Dagoberto terminò quindi la stirpe merovingia a cui seguì la cosiddetta usurpazione carolingia con gli eredi di Pipino di Heristal.

## Sigisberto IV
Secondo una leggenda invece la successione merovingia era ancora presente in un figlio di Dagoberto e della principessa visigotica, Sigisberto IV che era sfuggito ai sicari del padre rifugiandosi nelle terre della madre presso Rennes-le-Château dove continuò ad accumulare denaro ed oro per riconquistarsi il regno usurpato.
Anche Sigisberto non riuscì a realizzare la sua impresa e il suo tesoro accumulato giacerebbe ancora nella chiesa di Rennes-le-Château dove, dopo alcuni scavi fu ritrovata dall'abate Bérenger Saunière la cosiddetta "Dalle des Chevaliers" (lastra dei cavalieri), sotto un altare.

## Il Priorato di Sion
Nella stessa chiesa secondo Pierre Plantard de Saint Clair  furono ritrovati dei manoscritti, da lui pubblicati, comprovanti l'esistenza di una setta segreta fondata da Goffredo di Buglione, il Priorato di Sion dal quale sarebbe successivamente nato nel 1119 l'ordine dei templari sopravvissuto anche dopo la sua distruzione nel 1312. Attraverso queste società segrete sarebbe continuata la dinastia dei merovingi sino allo stesso Plantard, erede quindi del tesoro nascosto di Sigisberto. 